# Fysisk planering
Fysisk planering omfattar den verksamhet som syftar till att avgöra hur mark och vatten skall användas i tid och rum. Arbetet med fysisk planering leder i regel till formuleringen av olika typer av planer, främst översiktsplaner och detaljplaner som måste följa Plan- och bygglagen. Plan- och bygglagen reglerar även ansvarsfördelningen mellan kommun och stat och trädde i sin senaste version i kraft 2 maj 2011 som ersättare av den ursprungliga lagen från 1987. Se även Samhällsplanering.
Fysisk riksplanering (FRP) skall klargöra vilka mark- och vattenresurser i Sverige som kan vara av riksintresse. FRP är en samling av bestämmelser och planer som garanterar att dessa riksintressen beaktas. Genom naturresurslagen som trädde i kraft 1 juli 1987 har FRP:s riktlinjer fått sin lagliga ram.

## Historik
Fysisk planering som företeelse i Sverige kan härledas ända tillbaka till 1600-talets stadsplaneläggningar (rutnätsstaden) och i en vidare mening ända tillbaka till medeltiden genom Byggningabalken i Svea rikes lag. Ett av de övergripande målen för den fysiska planeringen är att planera för en ekonomiskt, ekologiskt och socialt hållbar utveckling av den fysiska miljön och dess invånare.

## Utbildning inom fysisk planering
I Sverige finns utbildningsprogram för fysisk planering vid Blekinge tekniska högskola i Karlskrona under samlingsbeteckningen The Swedish School of Planning och är den enda skolan där studenter kan erhålla titeln planeringsarkitekt. Dessutom finns ingenjörsutbildningar med inriktningar mot fysisk planering vid bland andra Lunds tekniska högskola, Chalmers, KTH, Högskolan i Gävle och Luleå tekniska universitet och många arkitektutbildade väljer att fördjupa sig inom fysisk planering. På Malmö högskola finns också en 3-årig utbildning som angriper fysisk planering och dess problematik ur ett socialt perspektiv.
Dessutom utbildar Sveriges lantbruksuniversitet landskapsarkitekter med inriktning landskapsplanering på campusen i Alnarp och Ultuna. Flera universitet, däribland Stockholms universitet, har en samhällsplanerarutbildning som är en tvärvetenskaplig utbildning som integrerar fysiska, sociala och ekonomiska aspekter av planering och planeringens förutsättningar. Studenten får bland annat kunskap om mark- och vattenanvändning, klimat och miljö, resursanvändning, lokal och regional utveckling, demografi, demokrati, bostäder, infrastruktur och kommunikationer.